# Fino alla morte (Patrick Robinson)
Fino alla Morte (titolo originale “To the Dead”) è un romanzo del 2008 di Patrick Robinson, il decimo ed ultimo di una serie che ha per protagonista l'ammiraglio Arnold Morgan.

## Trama
Boston, 2012. Un attentato terroristico viene sventato e la grave situazione spinge il presidente degli Stati Uniti a richiamare in servizio l'ammiraglio Arnold Morgan quale consigliere per la sicurezza nazionale. Con i soliti sistemi, poco ortodossi ma efficaci, Morgan riesce a far arrestare i componenti della cellula terroristica e ad individuare il mandante dell'attentato: il generale di Hamas Ravi Rashood, fino ad otto anni prima noto come maggiore del SAS britannico Ray Kerman, l'inglese di origine iraniana che aveva disertato per unirsi al movimento fondamentalista islamico. Il generale di Hamas si trova a Damasco e l'informazione viene passata al Mossad, che ricerca Rashood per i crimini che ha commesso contro Israele. Tuttavia l'attentato ordito dal Mossad fallisce, anche se Shakira Rashood, moglie di Ravi, viene ferita durante l'esplosione della bomba israeliana. 
Questo attentato, in cui Rashood ha quasi perso l'amatissima moglie, ha un effetto devastante sull'uomo. Fino a quel momento aveva agito con la freddezza e la lucidità che contraddistingue tutti gli ufficiali delle forze speciali, ma adesso diventa ossessionato da un solo scopo: eliminare una volta per tutte la sua storica nemesi, l'ammiraglio Morgan, o morire nel tentativo.
Poiché l'ammiraglio e la moglie devono andare nel Regno Unito per qualche giorno, Shakira, sotto mentite spoglie, si reca negli Stati Uniti, per far amicizia con la suocera di Morgan e carpire informazioni sul viaggio della coppia. Nel frattempo Ravi si imbarca in un sottomarino iraniano e raggiuinge le coste irlandesi, per infiltrarsi nelle isole britanniche in modo discreto. I coniugi Rashood commettono però errori grossolani. Shakira uccide un ragazzo americano, che intendeva violentarla, con una daga araba, mentre Ravi incrocia per caso un contadino irlandese e lo uccide con un colpo che aveva imparato nei corpi speciali. I due delitti mettono in allarme i servizi segreti statunitensi e la polizia britannica.
Giunto a Londra il generale Rashood compra un fucile di precisione e cerca di uccidere l'ammiraglio, ma manca il bersaglio e a perdere la vita è una guardia del corpo. A questo punto i coniugi Morgan lasciano la capitale britannica e trovano rifugio in Scozia, ospiti di un ammiraglio in congedo della Royal Navy, mentre il presidente degli Stati Uniti decide di richiamare in servizio uno dei migliori ufficiali che i Navy SEAL abbiano mai avuto: il capitano di fregata Rick Hunter. Sarà il comandante Hunter che dovrà proteggere ad ogni costo l'ammiraglio e fermare una volta per tutte i coniugi Rashood, ponendo fine ad una brutale guerra segreta che andava avanti ormai da otto lunghi anni.
Alla fine il comandante Hunter, premiato con la Medaglia al Valore del Congresso per il suo coraggio, può definitivamente congedarsi dalla Marina e tornare alla sua fattoria e dalla moglie Diana. L'ammiraglio Morgan, ferito leggermente ad una spalla durante una sparatoria, sopravvive anche alla sua ultima sfida. Dopo aver tanto ostinatamente ha difeso gli Stati Uniti dai suoi nemici (prima come ufficiale di Marina, poi come direttore dell'NSA ed infine da consigliere speciale del presidente), si deve infine rassegnare alla pensione. La moglie gli impone infatti di lasciare una volta per tutte il mondo dello spionaggio, se non vuole che il loro matrimonio finisca.

## Edizioni
- Patrick Robinson, Fino alla morte, traduzione di Paolo Valporino, ed. Longanesi, Milano 2009;
- Patrick Robinson, Fino alla morte, ed. TEA, Milano 2010;
- Patrick Robinson, Fino alla morte, ed. TEA, Milano 2016